# Список вулканов Вест-Индии

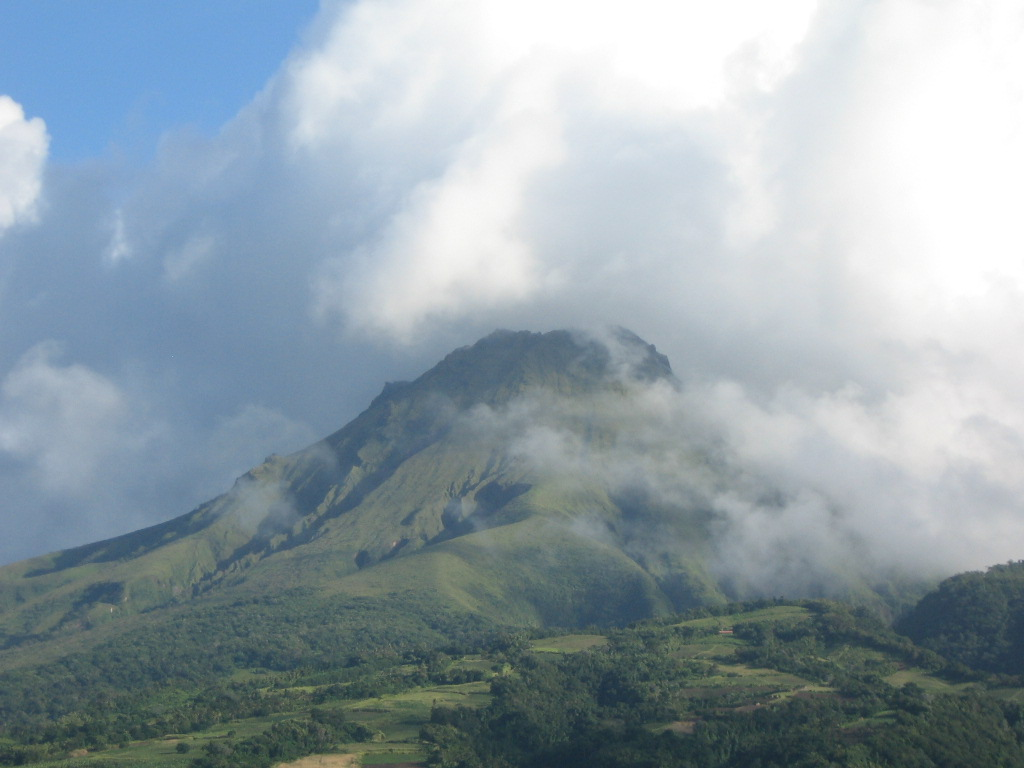
Вершина вулкана Монтань-Пеле, извержение которого в 1902 году уничтожило город Сен-Пьер

Вулканы Вест-Индии активны только в восточной части региона — в районе дуги Малых Антильских островов, которая расположена вдоль восточного края Карибской литосферной плиты. Вулканизм этой области обусловлен субдукцией океанической коры Северо-Американской и Южно-Американской плит, движущихся на запад от Срединно-Атлантического хребта, под Карибскую плиту, перемещающуюся в восточном направлении относительно соседних литосферных плит. Вулканическая активность в районе дуги Малых Антильских островов проявилась около 40 млн лет назад. К северу от Доминики дуга разделяется на две цепи островов — восточную цепь, представляющую собой старую потухшую вулканическую дугу, активную до раннего миоцена, и западную цепь — место современного вулканизма. К югу от Доминики старая и современная дуги накладываются друг на друга, образуя цепь островов, граничащих на западе с задуговым бассейном Гренада.
Северные и южные края Карибской плиты скользят вдоль изломанных и неровных границ Северо-Американской и Южно-Американской литосферных плит; на западном крае находится Центрально-Американская зона субдукции между Карибской плитой и поддвигающейся под неё плитой Кокос, ответственная за землетрясения и вулканизм в Центральной Америке. Неактивные вулканические объекты имеются на острове Гаити, являющимся частью микроплиты Гонав и находящимся в сейсмоопасной зоне разломов Энрикильо-Плантэйн-Гарден и Септентрионал-Ориенте.
Два крупных извержения в 1902 году привлекли внимание всего мира к вулканам в этом регионе. Извержение Монтань-Пеле уничтожило город Сен-Пьер, в результате чего погибло около 29 000 человек; более мощное извержение Суфриера нанесло меньший урон менее населённому острову Сент-Винсент, число погибших составило около 1600 человек.

## Введение
Вест-Индия имеет наименьшее количество активных вулканов и наименьшую площадь затронутых стран среди других вулканических регионов. Бо́льшая часть голоценовых вулканов Вест-Индии представляют собой андезитовые стратовулканы, характеризующиеся исключительным разнообразием составов извергаемой магмы и типов извержения с заметными различиями вдоль островной дуги с севера на юг. Такая значительная доля стратовулканов сравнима только с Аляской. Механизмы извержений карибских вулканов сложны и часто аномальны. Интенсивность и типы извержений варьируют от стромболианских до вулканианских и плинианских. Более 90 % известных извержений вулканов региона являются взрывными, кроме того в Вест-Индии самая высокая в мире доля строго взрывных извержений, без сопутствующих лавовых потоков или вулканических куполов. Мощные взрывные извержения могут длиться часами, приводя к большой нестабильности вулканических конусов, а в некоторых случаях к образованию разрушительных цунами. Почти половина известных извержений в регионе достигли 4 баллов по шкале VEI, хотя самым распространённым показателем VEI для извержений в остальных регионах мира являются 2 балла. Ни один другой регион не имеет более низкую долю извержений, производящих лавовые потоки — около 4,5 % или 6 извержений из 132. 12 % извержений в Вест-Индии приводили к образованию лавовых куполов. Почти 70 % вулканов произвели пирокластические потоки в голоцене, около трёх четвертей всех известных извержений региона сопровождались этими потоками. Три вулкана Вест-Индии входят в первую десятку вулканов всего мира, чьи извержения чаще всего производят пирокластические потоки. Так, более 90 % из 54 датированных извержений Монтань-Пеле, включая разрушительное извержение 1902 года, формировали пирокластические потоки. Около трети исторических извержений приводили к образованию лахаров, 4 исторических извержения произвели цунами. Всего за последние 10 000 лет в этом регионе извергались по меньшей мере 12 вулканов.
Северные острова архипелага Малых Антильских островов были обнаружены Колумбом во время его второй экспедиции в 1493 году, остальные были открыты во время третьего плавания в 1498 году. Европейцы стали заселять Малые Антильские острова только в 1630-е годы во время роста торговли сахаром, до этого предпочитая Большие Антильские острова. На острове Саба поселенцы обнаружили травянистые равнины, которые, по-видимому, представляли собой поросшие растительностью вершины молодых пирокластических отложений. На Мартинике люди обратили внимание на Монтань-Пеле, в районе которого подозрительно отсутствовала растительность. Первое историческое извержение в Вест-Индии произошло на Гваделупе около 1690 года. Всего имеются записи о 28 исторических извержениях, остальные датируются другими методами. Радиоуглеродный анализ, после ряда подробных исследований тефры, произведённых в основном британскими и французскими вулканологами, позволил датировать 68 % извержений.
Население бо́льшей части Вест-Индии, вследствие небольших размеров островов, проживает в непосредственной близости от вулканов. В то время как численность населения отдельных островов может быть низкой, обычно 100 % населения живут в пределах 30 или 100-километровых зон от одного или нескольких вулканов. Критическая близость островов друг к другу также означает, что извержения на одном острове могут воздействовать на соседние. Это особенно актуально для цунами, опасность возникновения которых имеется как при извержениях подводных вулканов, так и вулканов, находящихся на островах. Есть множество геологических свидетельств, что вулканы Вест-Индии порождали цунами за последние 100 тысяч лет, около 14 % цунами в регионе были вызваны вулканической активностью. Батиметрические исследования также зафиксировали обширное распространение отложений массивных подводных оползней в результате обрушения островных вулканов.
В последние десятилетия, после извержения вулкана Суфриер на острове Сент-Винсент в августе 1979 года, этот регион остаётся относительно спокойным. Единственным извержением с тех пор, помимо небольшого фреатического извержения в геотермальной зоне около вулкана Уотт на Доминике в 1997 году и извержений подводного вулкана Кик-эм-Дженни к северу от Гренады в 2001 и 2015 годах, является длительное извержение вулкана Суфриер-Хилс на Монтсеррате. Это извержение началось с фреатических взрывов в 1995 году и вскоре усилилось. Пирокластические и селевые потоки, сопровождающие рост и разрушение вулканического купола на вершине Суфриера, в итоге полностью разрушили столицу острова Плимут. Бо́льшая часть южной половины острова была эвакуирована; извержение подорвало экономику острова, нанеся урон в сумму более 500 млн долларов США. Таким образом вулканическая деятельность дважды приводила к полному опустошению столицы восточно-карибского острова: в 1902 году был уничтожен город Сен-Пьер на Мартинике, а в 1997 году Плимут. Основную опасность в качестве будущих источников извержений и цунами в регионе в первую очередь представляют вулканы Суфриер-Хилс, Монтань-Пеле, Суфриер и подводный вулкан Кик-эм-Дженни.
Наблюдение за вулканами региона началось после разрушительного извержения вулкана Суфриер на острове Сент-Винсент в 1902 году. Первая постоянная программа отслеживания вулканической активности, управляемая Центром сейсмических исследований университета Вест-Индии, была создана в 1952 году. В настоящее время помимо этой программы, ныне имеющей сеть из более чем 50 станций с центром на Тринидаде, наблюдение за вулканами ведётся французскими вулканологическими обсерваториями на Гваделупе и Мартинике. Кроме того, в 1995 году, после извержения Суфриер-Хилс, вулканологической обсерваторией на Монтсеррате была создана ещё одна эффективная программа отслеживания вулканической деятельности. Эта обсерватория долгое время управлялась Британской геологической службой, однако с апреля 2008 года перешла под совместное управление двух основных региональных организаций по предотвращению геологической опасности — Центра сейсмических исследований университета Вест-Индии и французского Парижского института физики Земли.

## Список вулканов
Список вулканов Вест-Индии составлен на основе базы данных Global Volcanism Program Смитсоновского института, которая содержит информацию о вулканах, проявлявших тот или иной вид активности, включая геотермальную, в последние 10 000 лет. Вулканы на карте и в таблице упорядочены по координатам, с севера на юг.
| №  | Изображение | Название                                        | Местоположение                                                           | Высота, м | Форма                  | Последнее извержение            | VEI        |
| -- | ----------- | ----------------------------------------------- | ------------------------------------------------------------------------ | --------- | ---------------------- | ------------------------------- | ---------- |
| 1  |             | Сан-Хуан (исп. San Juan)                        | о. Гаити Доминиканская республика 18°52′12″ с. ш. 71°19′48″ з. д.        |           | Пирокластический конус | Плейстоцен                      | Неизвестно |
| 2  |             | Валье-Нуэво (исп. Valle Nuevo)                  | о. Гаити Доминиканская республика 18°49′48″ с. ш. 70°40′12″ з. д.        |           | Вулканическое поле     | Плейстоцен                      | Неизвестно |
| 3  |             | Вижи (фр. Morne la Vigie)                       | о. Гаити 18°46′48″ с. ш. 72°16′48″ з. д.                                 | 831       | Пирокластический конус | Плейстоцен                      | Неизвестно |
| 4  |             | Дос-Эрманос (исп. Dos Hermanos)                 | о. Гаити Доминиканская республика 18°45′00″ с. ш. 70°55′12″ з. д.        |           | Вулканическое поле     | Плейстоцен                      | Неизвестно |
| 5  |             | Томазо (фр. Thomazeau)                          | о. Гаити 18°40′48″ с. ш. 72°04′48″ з. д.                                 |           | Пирокластический конус | Плейстоцен                      | Неизвестно |
| 6  |             | Саба (англ. Saba)                               | о. Саба Карибские Нидерланды 17°37′48″ с. ш. 63°13′48″ з. д.             | 887       | Стратовулкан           | 1640 год                        | Неизвестно |
| 7  |             | Нортерн-Сентрис (англ. Northern Centres)        | о. Синт-Эстатиус Карибские Нидерланды 17°30′28″ с. ш. 62°59′31″ з. д.    |           | Стратовулкан           | Плейстоцен                      | Неизвестно |
| 8  |             | Квилл (англ. The Quill)                         | о. Синт-Эстатиус Карибские Нидерланды 17°28′40″ с. ш. 62°57′36″ з. д.    | 601       | Стратовулкан           | 250 год                         | 4          |
| 9  |             | Лиамуига (англ. Liamuiga)                       | о. Сент-Китс Сент-Китс и Невис 17°22′12″ с. ш. 62°48′00″ з. д.           | 1156      | Стратовулкан           | 160 год                         | 4          |
| 10 |             | Саут-Ист-Рейндж (англ. South East Range)        | о. Сент-Китс Сент-Китс и Невис 17°19′48″ с. ш. 62°46′12″ з. д.           | 900       | Стратовулкан           | Плейстоцен                      | Неизвестно |
| 11 |             | Невис (англ. Nevis Peak)                        | о. Невис Сент-Китс и Невис 17°09′00″ с. ш. 62°34′48″ з. д.               | 985       | Стратовулкан           | Неизвестно, возможно в голоцене | Неизвестно |
| 12 |             | Силвер-Хилл (англ. Silver Hills)                | о. Монтсеррат Великобритания 16°48′36″ с. ш. 62°11′38″ з. д.             | 403       | Вулканический купол    | Плейстоцен                      | Неизвестно |
| 13 |             | Сентер-Хилс (англ. Centre Hills)                | о. Монтсеррат Великобритания 16°45′32″ с. ш. 62°11′45″ з. д.             | 741       | Вулканический купол    | Плейстоцен                      | Неизвестно |
| 14 |             | Суфриер-Хилс (англ. Soufrière Hills)            | о. Монтсеррат Великобритания 16°43′12″ с. ш. 62°10′48″ з. д.             | 915       | Стратовулкан           | 2013 год                        | 3          |
| 15 |             | Септентрионал (фр. Septentrional Chain)         | о. Бас-Тер Гваделупа 16°13′48″ с. ш. 61°43′12″ з. д.                     | 744       | Вулканический купол    | Плейстоцен                      | Неизвестно |
| 16 |             | Буйант (фр. Bouillante Chain)                   | о. Бас-Тер Гваделупа 16°07′12″ с. ш. 61°45′00″ з. д.                     | 420       | Маар                   | Плейстоцен                      | Неизвестно |
| 17 |             | Аксиал (фр. Axial Chain)                        | о. Бас-Тер Гваделупа 16°07′12″ с. ш. 61°42′00″ з. д.                     | 1354      | Стратовулкан           | Плейстоцен                      | Неизвестно |
| 18 |             | Суфриер (фр. Soufrière Guadeloupe)              | о. Бас-Тер Гваделупа 16°02′38″ с. ш. 61°39′50″ з. д.                     | 1467      | Стратовулкан           | 1977 год                        | 5          |
| 19 |             | Караиб (фр. Monts Caraïbes)                     | о. Бас-Тер Гваделупа 15°58′12″ с. ш. 61°40′48″ з. д.                     | 687       | Стратовулкан           | Плейстоцен                      | Неизвестно |
| 20 |             | Тер-де-Ба (фр. Terre de Bas)                    | о. Тер-де-Ба Гваделупа 15°52′12″ с. ш. 61°37′48″ з. д.                   | 274       | Стратовулкан           | Плейстоцен                      | Неизвестно |
| 21 |             | Дьябль (фр. Morne aux Diables)                  | Доминика 15°36′43″ с. ш. 61°25′48″ з. д.                                 | 861       | Вулканический купол    | Неизвестно, возможно в голоцене | Неизвестно |
| 22 |             | Дьяблотен (фр. Morne Diablotins)                | Доминика 15°30′10″ с. ш. 61°23′49″ з. д.                                 | 1430      | Стратовулкан           | Около 26 580 лет назад          | 6          |
| 23 |             | Морн-Труа-Питон (фр. Morne Trois Pitons)        | Доминика 15°22′12″ с. ш. 61°19′48″ з. д.                                 | 1387      | Сложный вулкан         | 920 год                         | 6          |
| 24 |             | Уотт (фр. Morne Watt)                           | Доминика 15°18′25″ с. ш. 61°18′18″ з. д.                                 | 1224      | Стратовулкан           | 1997 год                        | 2          |
| 25 |             | Фаундленд (англ. Foundland)                     | Доминика 15°16′12″ с. ш. 61°16′48″ з. д.                                 | 960       | Стратовулкан           | Плейстоцен                      | Неизвестно |
| 26 |             | Пла-Пеи (фр. Morne Plat Pays)                   | Доминика 15°15′18″ с. ш. 61°20′27″ з. д.                                 | 940       | Стратовулкан           | 1270 год                        | 4          |
| 27 |             | Монтань-Пеле (фр. Montagne Pelée)               | Мартиника 14°48′32″ с. ш. 61°09′54″ з. д.                                | 1394      | Стратовулкан           | 1932 год                        | 4          |
| 28 |             | Карбе (фр. Pitons du Carbet)                    | Мартиника 14°42′00″ с. ш. 61°07′12″ з. д.                                | 1196      | Стратовулкан           | Плейстоцен                      | Неизвестно |
| 29 |             | Безымянное (вулканическое поле) (англ. Unnamed) | Мартиника 14°39′00″ с. ш. 61°04′48″ з. д.                                |           | Вулканическое поле     | Плейстоцен                      | Неизвестно |
| 30 |             | Калибу (англ. Qualibou)                         | Сент-Люсия 13°49′48″ с. ш. 61°03′00″ з. д.                               | 777       | Кальдера               | 1766 год                        | 6          |
| 31 |             | Суфриер (англ. Soufrière St. Vincent)           | о. Сент-Винсент Сент-Винсент и Гренадины 13°19′48″ с. ш. 61°10′48″ з. д. | 1220      | Стратовулкан           | 1979 год                        | 4          |
| 32 |             | Гарю (фр. Morne Garu)                           | о. Сент-Винсент Сент-Винсент и Гренадины 13°17′31″ с. ш. 61°12′00″ з. д. | 1074      | Стратовулкан           | Плейстоцен                      | Неизвестно |
| 33 |             | Боном (фр. Grand Bonhomme)                      | о. Сент-Винсент Сент-Винсент и Гренадины 13°13′12″ с. ш. 61°12′28″ з. д. | 1021      | Стратовулкан           | Плейстоцен                      | Неизвестно |
| 34 |             | Кик-эм-Дженни (англ. Kick 'em Jenny)            | Гренада 12°18′00″ с. ш. 61°38′24″ з. д.                                  | -185      | Подводный вулкан       | 2015 год                        | 1          |
| 35 |             | Сент-Катерин (англ. St. Catherine)              | Гренада 12°09′00″ с. ш. 61°40′12″ з. д.                                  | 840       | Стратовулкан           | Неизвестно, возможно в голоцене | Неизвестно |

## Комментарии
1. ↑  Все три литосферные плиты перемещаются в западном направлении, однако Северо-Американская и Южно-Американская плиты двигаются со скоростью от 3,0 до 3,3 см/год, в отличие от Карибской плиты, движущейся на запад со скоростью 1,9 см/год. Эта разница в скорости вызывает относительное перемещение Карибской плиты на восток по отношению к Северной и Южной Америке[5].
2. ↑  Здесь приведена сила наиболее мощного известного извержения конкретного вулкана по шкале VEI, где 0 — невзрывное извержение с объёмом выброшенного материала менее 104 м³, а 8 — колоссальное извержение, с объёмом выбросов более 1000 км³.